# Kråksjöåsen-Kojemossen
Kråksjöåsen-Kojemossen är ett naturreservat i Laxå kommun i Örebro län.
Området är naturskyddat sedan 1997 och är 612 hektar stort. Reservatet består av tallbevuxna myrar som omges av gammal barrskog. Genom reservatet sträcker sig Kråksjöåsen på vars krön Munkastigen går.